# Mimoclystia bergeri
Mimoclystia bergeri är en fjärilsart som beskrevs av M.Gaede 1915. Mimoclystia bergeri ingår i släktet Mimoclystia och familjen mätare. Inga underarter finns listade i Catalogue of Life.